# Gerolamo Veneroso
Gerolamo Veneroso francisé en Jérôme Veneroso (né en 1660 et mort en 1739) est un noble italien du XVIIIe siècle, qui fut doge de Gênes de 1726 à 1728, gouverneur de Corse très populaire et commissaire extraordinaire en Corse pour la république de Gênes.

## Biographie
Gerolamo Veneroso est gouverneur de Corse de 1708 à 1710. Très paternaliste, il acquiert par l'exercice de cette fonction une immense popularité parmi les insulaires. Devenu doge puis procurateur perpétuel, sa carrière semble achevée mais la guerre de Corse le rappelle sur cette île. Ainsi il est mandaté comme commissaire extraordinaire ayant autorité même sur le très dur gouverneur Felice Pinelli, unanimement haï par la population. Il est assisté par une junte extraordinaire pour la répression du soulèvement corse.
Jérôme Veneroso, très respecté et aimé, apaise les esprits et retarde la révolte. Son mandat marque une courte ère de paix dans la guerre de Corse. Non soutenues par le gouverneur Pinelli et par son gouvernement (qui interdit rapidement à Veneroso de négocier directement avec les chefs des rebelles, ce qui a pour conséquence d'empêcher la conciliation d'aller plus avant), les réalisations de Veneroso ne sont pas durables et sitôt son départ, la Corse s'enferme définitivement dans la sécession vis-à-vis de la république de Gênes.
Jérôme Veneroso, déçu par son gouvernement qui ne lui a pas laissé la marge de manœuvre nécessaire pour régler l'insurrection corse, se retire sur ses terres où il meurt en 1739. Il fait partie des rares Génois qui, aimés des insulaires, avaient compris la nécessité d'une réforme de l'État en Corse et qui ne réagissaient pas systématiquement par la force (des programmes d'extermination seront même plus tard débattus !) aux demandes des populations.
Il est le premier doge de Gênes issu de la famille Veneroso, Gian Giacomo Veneroso étant le second.